# Endless Summer (Christian Fennesz)
Endless Summer è un album in studio del chitarrista Christian Fennesz pubblicato nel 2001.
Viene considerato uno dei dischi più importanti nell'ambito della glitch music. Pitchfork considera Endless Summer il ventiduesimo album ambient migliore di sempre.

## Il disco
Decisamente meno "spigoloso" e cacofonico rispetto ai precedenti titoli di Fennesz, Endless Summer combina ecletticamente suoni melodiosi e rasserenanti messi in loop a distorsioni glitch e rumore bianco. Secondo quanto riportato da alcuni, l'album rievoca le atmosfere solari della "surf music" degli anni sessanta. Il titolo dell'album sembra essere un riferimento all'omonima antologia dei Beach Boys (secondo altre fonti, potrebbe essere ispirato a quello del film The Endless Summer di Bruce Brown).

## Tracce
Tutte le tracce sono state composte da Christian Fennesz.
1. Made in Hong Kong – 4:20
2. Endless Summer – 8:33
3. A Year in a Minute – 5:59
4. Caecilia – 3:51
5. Got to Move On – 3:49
6. Shisheido – 2:56
7. Before I Leave – 4:04
8. Happy Audio – 10:56